# Lee Seung-cheol
Lee Seung-cheol (이승철?, 李承哲?, I Seung-cheolLR, Yi Sŭng-ch'ŏlMR; Seul, 5 dicembre 1966) è un cantante sudcoreano.
Debuttò con l'album studio Rock Will Never Die, pubblicato nel 1986. Con il settimo album, The Livelong Day, vinse nel 2005 il premio come "Miglior Cantante Uomo" ai Korean Music Awards. La sua canzone che ha avuto più successo è stata 소녀시대 (Girls Generation), della quale è stata fatta una cover, nel 2007, dal girl group k-pop Girls' Generation.

## Discografia

### In coreano

#### Album in studio
- 1989 – Don't Say Goodbye
- 1989 – Last Concert
- 1990 – 노을, 그리고 나
- 1991 – The Wandering
- 1994 – The Secret of Color
- 1996 – The Bridge of Sonic Heaven
- 1999 – 1999
- 2004 – The Live Long Day
- 2006 – Reflection of Sound
- 2007 – The Secret of Color 2
- 2009 – Mutopia: Land of Dreams
- 2013 – My Love
- 2015 – Time Goes Fast Like an Arrow

### In giapponese

#### Album in studio
- 2006 – For Japan
- 2006 – Sound of Double